# تپه سپل
تپه سپل در شهرستان خرم‌آباد، بخش دوره چگنی، دهستان تشکن، روستای کریه دو واقع شده و این اثر در تاریخ ۲۲ اسفند ۱۳۸۵ با شمارهٔ ثبت ۱۸۲۲۸ به‌عنوان یکی از آثار ملی ایران به ثبت رسیده است.